# Hiroshi Amano
Hiroshi Amano (n. 11 septembrie 1960, Hamamatsu, Japonia) este un fizician japonez care a fost distins cu Premiul Nobel pentru Fizică 2014, împreună cu Isamu Akasaki și Shuji Nakamura, „pentru inventarea de LED-uri albastre eficiente, care a permis surse de lumină albă strălucitoare și economice”.